# Werner Arber
Werner Arber (Gränichen, Aargau kanton, 1929. június 3. –) svájci mikrobiológus és genetikus. 1978-ban Hamilton Smithszel és Daniel Nathansszal közösen elnyerte a fiziológiai Nobel-díjat a restrikciós endonukleázok felfedezéséért.

## Tanulmányai
Werner Arber 1929. június 3-án született Gränichen városában a svájci Aargau kantonban. Itt járt általános iskolába, a középiskolát pedig a kanton fővárosában, Aarauban végezte. 1949-től a zürichi Szövetségi Politechnikai Iskolában tanult természettudományt, 1953-tól pedig Genfi Egyetem biofizikai laboratóriumában kezdett dolgozni, ahol elektronmikroszkópiával foglalkozott. Itt a mintaelőkészítés kapcsán került kapcsolatba a bakteriofágok biológiájával és genetikájával. A laboratóriumot gyakran látogató, fizikusból biológussá váló Jean Weigle példáján felbátorodva, Arber maga is a fágokból írta doktori disszertációját 1958-ban.
PhD fokozatának megszerzése után a Dél-kaliforniai Egyetemről Joe Bertanitól kapott állásajánlatot. A laboratórium munkájába bekapcsolódva, Arber a korábbi lambda-fág helyett az E. coli P1-fágját kutatta. 1960-ban visszatért Genfbe, de előtte vendégkutatóként néhány hetet töltött a Berkeley és a Stanford Egyetemeken, és az MIT-n. 

## A restrikciós rendszer felfedezése
Genfben a radioaktív sugárzás baktériumokra és vírusokra gyakorolt hatását és az okozott genetikai defektusokat vizsgálta. Itt figyelte meg, hogy egyes baktériumtörzsek ellenállóbbak a fágfertőzéssel szemben mint mások és ennek oka, hogy a gazdasejt valamiképpen módosította a vírust. Egyéves kutatás után kiderült, hogy a módosítás DNS-szinten történik, de anélkül, hogy mutációt okozna. Miután munkájáért 1962-ben docensi kinevezést és a Genfi Egyetem Plantamour-Prévost-díját kapta, a következő években kiderítette, hogy a módosítás a DNS nukleotidjainak metilációját jelentette. Felfedezései hozzájárultak a baktériumok belső vírusvédelmi mechanizmusának, a restrikciós modifikációs rendszer felismeréséhez, amely során a sejt megjelöli a saját DNS-ét és ezután minden jelöletlen (azaz idegen) DNS-t lebont. Arber feltételezte, hogy a lebontást egy általa restrikciós enzimnek nevezett fehérje végzi, amit később Hamilton Smith és Daniel Nathans igazolt. A három kutató 1978-ban kapta megosztva az az évi fiziológiai Nobel-díjat.   

## Későbbi pályafutása
1965-ben a molekuláris genetika professzorává nevezték ki Genfben, három évvel később pedig a Bázeli Egyetem tanára lett. Továbbra is kutatta a restrikciós rendszert, de ezenkívül foglalkozott a transzpozonokkal és egyéb mobilis genetikai elemekkel.
1966-ban megnősült. Két lánya Silvia és Caroline 1968-ban, illetve 1974-ben született.
1981-ben tagja lett a Pápai Tudományos Akadémiának. 2011-ben XVI. Benedek az akadémia elnökévé nevezte ki; Arber az első protestáns aki betölti ezt a tisztséget.
Werner Arber vallásos ember és a hit és a tudomány összeegyeztetésén dolgozik. Kijelentései miatt, miszerint az élet eredete tudományosan még nem tisztázott, ami megengedi egy Teremtő beavatkozását, az intelligens tervezés hívei előszeretettel hivatkoznak rá. Arber tevékenyen részt vett a génsebészet (melyben az általa felfedezett restrikciós enzimek alapvető fontosságúak) etikai szabályzatának kialakításában.